# Gălăbin Boevski
Gălăbin Pepov Boevski (in bulgaro Гълъбин Пепов Боевски?; Kneža, 19 dicembre 1974) è un ex sollevatore bulgaro che ha gareggiato principalmente nella categoria dei pesi leggeri (fino a 69 kg.).

## Carriera
Nel 1998 ha terminato al 4º posto finale ai Campionati mondiali di Lahti con 337,5 kg. nel totale.
Nel 1999 ha vinto la medaglia d'oro ai Campionati europei di A Coruña con 352,5 kg. nel totale. Qualche mese dopo ha vinto un'altra medaglia d'oro ai Campionati mondiali di Atene con 357,5 kg. nel totale.
Ha partecipato alle Olimpiadi di Sydney 2000, vincendo la medaglia d'oro con 357,5 kg. nel totale, battendo il connazionale Georgi Markov (352,5 kg.) ed il bielorusso Sjarhej Laŭrėnaŭ (340 kg.).
L'anno seguente ha vinto un'altra medaglia d'oro ai Campionati mondiali di Antalya con 340 kg. nel totale. Nel 2002 ha vinto la medaglia d'oro ai Campionati europei di Antalya con 350 kg. nel totale, ma alcuni mesi dopo, ai Campionati mondiali di Varsavia, non è riuscito a classificarsi, fallendo i tre tentativi nella prova di slancio.
Nel 2003 è tornato a vincere, conquistando la medaglia d'oro ai Campionati europei di Loutraki con 347,5 kg. nel totale, mentre non ha partecipato ai Campionati mondiali dello stesso anno a seguito di un controllo antidoping.
Boevski ha stabilito sei record mondiali nella categoria dei pesi leggeri durante la sua carriera, di cui due nello strappo, due nello slancio e due nel totale.

## Sospensioni per doping
Già nel 1995 Boevski è risultato positivo al doping e squalificato per due anni, rientrando alle competizioni internazionali nel 1998.
Poco prima dei Campionati mondiali di Vancouver del 2003, la squadra nazionale bulgara è stata sottoposta ad un test antidoping, che Boevski ed altri due connazionali avevano tentato di frodare.
Nel 2004 Galabin Boevski è stato sospeso per altri otto anni in quanto recidivo, per aver fallito per la seconda volta il test antidoping, ponendo di fatto fine alla sua carriera di sollevatore.

## Condanna per traffico di droga
Boevski è stato arrestato nell'ottobre del 2011 per possesso di 9 kg. di cocaina all'aeroporto Guarulhos di San Paolo, in Brasile, mentre cercava di salire a bordo di un aereo di ritorno da un torneo di tennis per sua figlia Sara. È stato presumibilmente reclutato come corriere per contrabbandare droghe illegali dal Brasile all'Europa occidentale. La droga è stata trovata nascosta in speciali scomparti segreti all'interno della sua valigia.
Nel maggio 2012 Boevski è stato condannato a nove anni e quattro mesi di carcere dal tribunale federale brasiliano per traffico di cocaina. Fino alla fine del processo, Boevski ha mantenuto la sua posizione secondo la quale egli è assolutamente innocente e non è un corriere o un trafficante di droga. Supponeva di aver raccolto le valigie sbagliate destinate a qualcun altro. Nell'ottobre 2012, la corte d'appello del Brasile ha deciso di non ridurre la sua pena. Il 23 ottobre 2013 Boevski è improvvisamente tornato in Bulgaria da uomo libero. Alla domanda su come fosse possibile, non ha rilasciato commenti. Il Governo bulgaro ha in seguito dichiarato che il rilascio è stato un atto unilaterale del Brasile e di non conoscere alcun dettaglio, in quanto le autorità bulgare non erano state informate del suo rilascio da quelle brasiliane. Successivamente, è stato chiarito che Boevski è stato espulso dalla sua prigione seguendo la consueta procedura brasiliana per l'espulsione di prigionieri stranieri.